# آهنغر كلا (دشت سر)
آهنغر کلا (بالفارسية: آهنگرکلا) هي قرية تقع في إيران في قسم دشت سر الريفي. يقدر عدد سكانها بـ 1,603 نسمة .